# Keystone B-6
Pour les articles homonymes, voir B6.
Le Keystone B-6 est un bombardier américain conçu dans les années 1930 pour le United States Army Air Corps (USAAC).

## Conception et développement
En 1931, le United States Army Air Corps reçoit cinq modèles d'étude du bombardier B-6, désignés Y1B-6. La désignation en « Y1B », au lieu de « YB », indique que le financement a lieu en dehors de l'année fiscale d'achat. Deux des projets dérivent du LB-13, les trois autres sont des B-3 remotorisés. Le 28 avril 1931, l'Air Corps passe une commande pour 38 appareils de production et les livraisons doivent avoir lieu entre août 1931 et janvier 1932.
Au même moment, 25 B-4A sont commandés ; ils diffèrent du B-6 par leurs moteurs Pratt & Whitney au lieu de Wright Cyclone. Malgré leur classement antérieur dans la séquence de numérotation, les B-4A doivent être livrés après. Ce sont les derniers bombardiers biplans en bois et toile commandés par l'Air Corps. Les performances des B-6A diffèrent peu de celles du Martin NBS-1 commandé en 1921. Les successeurs du B-6 sont les monoplans Douglas Y1B-7 et Fokker XB-8, initialement conçus comme avions de reconnaissance à grande vitesse ; ils sont difficiles à mettre au point et arrivent tardivement.

## Histoire opérationnelle
Les B-6A et B-5A sont les bombardiers de première ligne des États-Unis pendant la période qui s'étend de 1930 à 1934. Par la suite, ils restent en service comme avions d'observation jusqu'aux années 1940. Comme d'autres avions de l'Army Air Corps, le B-6 est également utilisé, pour le transport du courrier. Le 27 décembre 1935, six B-6 du 23rd Bomb Squadron basés à Hawaï larguent des bombes afin de dévier la lave du volcan Mauna Loa afin qu'elle n'atteigne pas le port de Hilo.

## Versions
LB-13sept appareils commandés mais livrés aux standards Y1B-4 et Y1B-6, avec différentes motorisations.
Y1B-6deux appareils de pré-production, trois B-3 convertis, ainsi que le LB-10 mais avec des moteurs Wright R-1820-1 de 575 ch (429 kW).
B-6Aversion de production du Y1B-6 construite à 39 exemplaires.